# .pt

Códigos ISO 3166-1 para a Europa

.pt é o domínio de topo (ccTLD) na internet de Portugal, delegado em1988, atualmente gerido pela Associação DNS.PT, .PT. A Associação DNS.PT (atual .PT) foi formalmente criada no dia 9 de maio de 2013 e sucedeu à Fundação para a Computação Científica Nacional (FCCN), nos direitos e obrigações até então por esta prosseguidos no âmbito da delegação efetuada pela Internet Assigned Numbers Authority (IANA) a 30 de junho de 1988, (RFC 1032, 1033, 1034 e 1591) e, em particular, na responsabilidade pela gestão, registo e manutenção de domínios sob o TLD (Top Level Domain) .pt, domínio de topo correspondente a Portugal, conforme resultou do Decreto-Lei 55/2013, de 17 de abril.
O .PT, associação privada sem fins lucrativos, tem como fundadores a Fundação para a Ciência e a Tecnologia, I. P. (FCT), Associação da Economia Digital (ACEPI), Associação Portuguesa para a Defesa do Consumidor (DECO) e o representante designado pela Internet Assigned Numbers Authority (IANA) como responsável pela delegação do ccTLD .pt.

## Endereço principal
- .pt: a 1 de maio de 2012 deu-se a liberalização do domínio de topo, atingindo-se um recorde de 28 984 novos domínios só na primeira semana.[4] Desde 1 de junho de 2005 é possível utilizar caracteres especiais, como ç, é, õ, e demais caracteres da língua portuguesa.

## Categorias sob o .pt
.pt: Destinado a uso geral/genérico
.com.pt: Destinado a uso comercial/genérico
.org.pt: Destinado a entidades não governamentais
O endereço .gov.pt é gerido pelo CEGER, e os pedidos devem ser feitos nesta última entidade.